# 18-甲氨基冠狗牙花定碱
18-甲氨基冠狗牙花定碱（英語：18-Methylaminocoronaridine，缩写18-MAC）是一种有机化合物，分子式C22H29N3O2，属于伊波加因的衍生物，由佛蒙特大學的药理学家开发为药物。